# Исократ
Исократ (јез-гр Ισοκρατης, 436. п. н. е., Атина - 338. п. н. е.) - атински реторичар, син Теодора, ученик Горгија и других софиста.

## Исократови говори
Од његових 60 говора, до нас је сачуван 21, као и 9 писама неколицини историјских личности: македонском краљу Филипу, тиранину Дионисију и др, састављених да се изрекну на одбрану на суду, или школским узорцима које је састављао да би ученике водио кроз стварне или фиктивне процесе. Исократ је у позним годинама упорно порицао своју умешаност у судску елоквенцију, а о састављачима таквих говора говорио је са очигледним презиром. Препуни општих места и софистичких измишљотина, стилски неупадљиви, Исократови судски говори садрже неке свакодневне црте и алузије на историјске догађаје, посебно на тиранију тридесеторице и промене које су уследиле након њиховог пада.
Исократ је стекао славу и богатство поучавајући, прво на Хиосу, затим у Атини, као и састављањем поучних политичких есеја. У „Панатинејском“ говору, у говору „Против софиста“ и у „Размени држава“ има неких аутобиографских детаља; овде се уче и правила за рецитовање његових говора. Од такозваних говора само неколико заслужују ово име; све остало су обраћања краљевима и владарима са упутствима и похвалама, или вежбе у тада модерном стилу софиста.
Најранији и уједно најупечатљивији Исократов говор, Панегирик, коштао је аутора 10 година рада (390-380. п. н. е.); најновији, „панатенејски” говор, који је започео у 94. години, а завршио у 97. години; оба говора су тако названа по празницима на које је аутор темпирао њихов изговор. У ствари, Исократови списи су били одређени за читање код куће или у кругу пријатеља, а ниједан од њих није изречен ни на суду нити на народној скупштини. Исократ је, међутим, све до краја свог живота настојао да кроз позиве народима и краљевима усмери догађаје ка одређеном циљу и није могао да схвати зашто нико није користио његове лекције у политици. Али у улози мајстора и учитеља књижевне прозе Исократ није имао премца; његова слава је привукла бројне ученике у његову школу из различитих делова европских и азијских делова Хеладе.
Цицерон је упоредио Исократову кућу са гимназијом и радионицом отвореном за сву Хеладу; он је своју школу назвао тројанским коњем, из којег су у гомили изашли јунаци, ђаци; Број Исократових слушалаца достигао је, према његовом биографу, и до стотину. Из његове школе су потицали историчари Ефор, Теопомп, Андротион, беседници Ликург, Леодамант и др. Као и софисти, Исократ је предавао за новац.
Ученици су делимично поучени правилима грађења говора, почев од одабира појединих речи и завршавајући формирањем дугих периода, а делом су читали, уз коментаре, сопствене саставе наставника. Разговарати о истој теми на различите начине, обнављати старо, давати печат старине новом, уништавати велико, уздизати безначајно – таква је, по Исократу, сврха говора; софисти су рекли исту ствар када су учили да погрешну ствар исправе, и обрнуто.
Период одушевљења чудесном снагом речи обележен је брзим напретком у развоју граматике, у разјашњавању разних стилова итд. Исократовим залагањем долази до развоја атичке прозе и њеног прилагођавања најразличитијим врстама књижевности, не само Атињана, већ и свих Хелена, била је завршена. Утицај Исократа прешао је у Рим, одразио се у Цицероновој прози, и преко ове друге продро у књижевни говор нових народа. Не окрећући се песничком говору са украсима, избегавајући све претенциозно и помпезно, био је задовољан у својим часовима реторике и у састављању узорних дела оним језичким средствима која су свима била доступна у живом говору његових савременика Атињана. Примере реченица Аристотел у својој "Реторици" позајмљује од Исократа. Периодични говор, складан, пажљиво дорађен у својим саставним деловима, први је створио Исократ и подучавао своје бројне ученике. На Атињане, који су били изузетно осетљиви на лепоту речи, и на друге Хелене, овакви списи су чинили шармантан утисак.
Слава ретора, међутим, није задовољила Исократа; желео је да научи савремене генерације „не само елоквенцији, већ и врлини“, односно моралу и политици. Чинило му се да га само пригушен глас и плахост пред гомилом спречавају да одигра улогу инспиратора народа и краљева. У ствари, Исократу је недостајало више од гласа. Недостајали су му јасна визија људи и догађаја, снага воље и одлучности, страствени ентузијазам за идеју и неуморна потрага за живом стварношћу у њеним најскривенијим мотивима и узроцима – управо оним особинама које су великим грчким и римским беседницима обезбедиле успех. Уместо чињеница ограничених на дато место и време, уместо убедљивих закључака из чињеница, Исократ својим читаоцима обично нуди неколико општих изјава о пожељном поретку ствари и облачи ове мисли у елегантну форму дуготрајних савета у уверењу да су народи или краљеви чекали само добронамерна упутства реторичара и били спремни да са њима усклађују своје деловање.
У најсавршенијем свом делу, Панегирику, објављеном после Анталкидов мира (387. п. н. е.), Исократ саветује Хелене да зауставе свађе и ратове који их раздвајају и усмере удружене снаге Хеладе против заједничког непријатеља, краља Персијанаца, уз обезбеђивање поморске хегемоније Атињанима, а копнене - Спартанцима. Нудећи да понови старо, много пута неуспело искуство, Исократ је истовремено набрајајући заслуге Атине Хелене само изнервирао и отежао постизање споразума између две државе. Од тог времена Исократ није престајао да проповеда мир међу Хеленима, борбу Хелена против Персијанаца и освајање Истока, где су се могли населити многи сиромашни Хелени.
Исократ је покушао да претвори или спартанског краља Архидама, сиракуског тиранина Дионисија Старијег, или краља Македонаца Филипа у умиритеља Хеладе и националног вођу Хелена. Године 346. п. н. е. ада је Филип већ поседовао многе градове у Тракији, разорио Олинтску унију, држао Термопил у својим рукама и разорио Фокиду, Исократ је дочекао племенитог витеза, коме је преостало само да побије клевете атинских демагога и задобије вечну славу освајањем Истока за слободне Хелене. Иста наивна вера у Филипа провлачи се кроз цео „панатенејски“ говор, објављен 339. године. Три године раније, Исократ је позвао Филипа да му спасе живот, који је био толико неопходан за славу Хеладе.
Ф. Мишченко је у енциклопедијском речнику Броцкхауса и Ефрона написао да је Исократ био реторичар, сиромашан оригиналним идејама, сањар без тачних података о стању ствари. Неупоредив мајстор форме, био је лишен енергије, ентузијазма и креативности мисли. Његова историјска улога своди се, поред развоја заједничког хеленског књижевног језика, на ширење раније стечених појмова, хуманих и цивилизацијских, далеко изван Атине; Бројни Исократови ученици и читаоци су утолико лакше научили ове појмове, што је њихово излагање мање носило печат јаке, оригиналне личности.
У року од две генерације, реторика је постала важна уметност, њен раст вођен друштвеним и политичким променама као што су демократија и судови. Исократ је умро од глади, две године пре свог 100. рођендана.